# Scottish Division One 1935-1936
La Scottish Division One 1935-1936 è stata la 46ª edizione della massima serie del campionato scozzese di calcio, disputato tra il 10 agosto 1935 e il 29 aprile 1936 e concluso con la vittoria del Celtic, al suo diciottesimo titolo.
Capocannoniere del torneo è stato Jimmy McGrory (Celtic) con 50 reti.

## Classifica finale
Fonte:
|  | Pos. | Squadra             | Pt | G  | V  | N  | P  | GF  | GS | QR    |
|  | ---- | ------------------- | -- | -- | -- | -- | -- | --- | -- | ----- |
|  | 1.   | Celtic              | 66 | 38 | 32 | 2  | 4  | 115 | 33 | 3,485 |
|  | 2.   | Rangers             | 61 | 38 | 27 | 7  | 4  | 110 | 43 | 2,558 |
|  | 3.   | Aberdeen            | 61 | 38 | 26 | 9  | 3  | 96  | 50 | 1,920 |
|  | 4.   | Motherwell          | 48 | 38 | 18 | 12 | 8  | 77  | 58 | 1,328 |
|  | 5.   | Hearts              | 47 | 38 | 20 | 7  | 11 | 88  | 55 | 1,600 |
|  | 6.   | Hamilton Academical | 37 | 38 | 15 | 7  | 16 | 77  | 74 | 1,041 |
|  | 7.   | St. Johnstone       | 37 | 38 | 15 | 7  | 16 | 70  | 81 | 0,864 |
|  | 8.   | Kilmarnock          | 35 | 38 | 14 | 7  | 17 | 69  | 64 | 1,078 |
|  | 9.   | Third Lanark        | 35 | 38 | 15 | 5  | 18 | 63  | 65 | 0,969 |
|  | 10.  | Partick Thistle     | 34 | 38 | 12 | 10 | 16 | 64  | 72 | 0,889 |
|  | 11.  | Arbroath            | 33 | 38 | 11 | 11 | 16 | 46  | 69 | 0,667 |
|  | 12.  | Dundee              | 32 | 38 | 11 | 10 | 17 | 67  | 80 | 0,838 |
|  | 13.  | Queen's Park        | 32 | 38 | 11 | 10 | 17 | 58  | 75 | 0,773 |
|  | 14.  | Dunfermline         | 32 | 38 | 12 | 8  | 18 | 67  | 92 | 0,728 |
|  | 15.  | Queen of the South  | 31 | 38 | 11 | 9  | 18 | 54  | 72 | 0,750 |
|  | 16.  | Albion Rovers       | 30 | 38 | 13 | 4  | 21 | 69  | 92 | 0,750 |
|  | 17.  | Hibernian           | 29 | 38 | 11 | 7  | 20 | 56  | 82 | 0,683 |
|  | 18.  | Clyde               | 28 | 38 | 10 | 8  | 20 | 63  | 84 | 0,750 |
|  | 19.  | Airdrieonians       | 27 | 38 | 9  | 9  | 20 | 68  | 91 | 0,747 |
|  | 20.  | Ayr Utd             | 25 | 38 | 11 | 3  | 24 | 53  | 98 | 0,541 |

Legenda:
      Campione di Scozia.
      Retrocesso in Division Two 1936-1937.
Regolamento:
Due punti a vittoria, uno a pareggio, zero a sconfitta.
A parità di punti, le posizioni in classifica venivano determinate sulla base del quoziente reti.